# العمار (الأفلاج)
العمار، هو مركز من فئة (ب) يقع في محافظة الأفلاج، والتابعة لمنطقة الرياض في السعودية. ويبعد المركز عن محافظة الأفلاج بمسافة تقارب (7) كم.

## السكان
بلغ عدد سكان المركز حسب تعداد 1431هـ/2010م (69) نسمة.